# 逢束村
逢束村（おうつかそん）は、鳥取県東伯郡にあった村。現在の東伯郡琴浦町の一部にあたる。

## 地理
加勢蛇川左岸の海岸部に位置していた。
- 海洋：日本海

## 歴史
- 1889年（明治22年）10月1日、町村制の施行により、八橋郡逢束村が単独で村制施行し、逢束村が発足[1][2]。大字は編成せず[2]。
- 1896年（明治29年）4月1日、郡の統合により東伯郡に所属[2]。
- 1940年（昭和15年）12月12日、東伯郡市勢村、伊勢崎村と合併し浦安村を新設して廃止された[1][2]。合併後、浦安村大字逢束となる[2]。

### 地名の由来
集落西南の台地にある王ノ塚にちなむ。

## 産業
- 農業、漁業[2]

## 港湾
- 逢束港[2]

## 教育
- 1873年（明治6年）逢束小学校開校[2]。1887年（明治20年）逢束簡易小学校に改称[2]。